# Cryphia aurolichina
Cryphia aurolichina är en fjärilsart som beskrevs av Culot. Cryphia aurolichina ingår i släktet Cryphia och familjen nattflyn. Inga underarter finns listade i Catalogue of Life.